# Fürstenbergové
Fürstenbergové jsou bývalý knížecí panovnický rod odvozující své jméno od Fürstenbergu v Bádensku. Rod v minulosti vlastnil i statky na území Českého království a patřil také k nejvyšší české světské i duchovní aristokracii, řadil se mezi tzv. apoštolskou šlechtu. Historicky poslední podoba jejich titulu zní kníže z Fürstenbergu, lankrabě v Baaru a na Stühlingenu, hrabě z Heiligenbergu a Werdenbergu (německy Fürst zu Fürstenberg, Landgraf in der Baar und zu Stühlingen, Graf zu Heiligenberg und Werdenberg).
Rod také výrazně zasáhl do českého průmyslu výrobou železné litiny a piva. Dnešní potomci rodu vlastní statky a zámky v Rakousku a Německu.

## Historie rodu

### Nejstarší historie
Dnešní rod knížat z Fürstenbergu je linií rodu hrabat z Urachu, jehož první historicky doložená osobnost je Egino I. z Urachu († 1050).
25. července 1236 zemřel Egino V., hrabě z Urachu a Freiburgu a závětí rozdělil svá panství mezi syny. Třetí z nich, Jindřich I. (1236–1284), přítel pozdějšího německého krále a císaře Svaté říše římské Rudolfa I. Habsburského, byl tím mužem, který nesl v bitvě na Moravském poli dne 26. srpna 1278 říšskou zástavu. Dědictvím po otci dostal hrabství Fürstenberg a listinou Rudolfa I. ze dne 18. ledna 1283 získal lankrabství Baar.
Titul Landgraf in der Baar poté rod Fürstenbergů drží od roku 1283 až do roku 1806, kdy po mediatizaci knížectví připadlo území jejich lankrabství Baar Velkovévodství bádenskému.
Ve 14. a 15. století sídlili Fürstenbergové na hradě Fürstenberg. Bedřich II. (1496–1559) se stal rytířem Řádu zlatého rouna. V roce 1516 se oženil s Annou z Werdenbergu († 1554), která zdědila hrabství Heiligenberg, které se nachází severně od Bodamského jezera, a panství Jungnau a Trochtelfingen. Jejich synové založili tři větve. Starší syn Kryštof I. (1534–1559) založil kinzigtalskou linii, prostřední syn Jindřich (1536–1596) založil baarskou linii, která však už jeho osobou vymřela, a mladší syn Jáchym (1538–1598) založil heiligenberskou linii. V další generaci získal Bedřich III. (1563–1617) z heiligenberské větve prostřednictvím druhého sňatku s hraběnkou Annou Marií z Arca († 1607) hrad a město Vitoraz (Weitra) v Dolních Rakousích.

### Knížecí stav
V roce 1664 byli bratři Heřman Egon (1627–1674), František Egon (1626–1682) a Vilém Egon (1629–1704) z linie Heiligenberg povýšení do říšského knížecího stavu. Následně v roce 1667 obdrželi místo a virilní hlas v říšském knížecím kolegiu. Fürstenbergové navíc měli v důsledku držby hrabství Heiligenberg a Werdenberg v tomtéž kolegiu i kuriátní hlas. Velký palatinát, který mj. umožňuje razit vlastní mince, držela linie Stühlingen od roku 1642. Linie Heiligenberg vymřela v roce 1716 knížetem Antonínem Egonem a jejich dědicem se stala linie Meßkirch.[zdroj?] V roce 1716 byl na ni a na linii Stühlingen přenesen knížecí titul. Meßkirchská linie vymřela bezdětným knížetem Karlem Bedřichem z Fürstenberg-Mößkirchu v roce 1744, majetek tak přešel na linii Stühlingen, která už 2. února[zdroj?] 1716 získala knížecí titul Fürst zu Fürstenberg s predikátem Hochgeboren. Prvním vládnoucím knížetem z této linie se stává Josef Vilém Arnošt (12. ledna 1699 – 29. července 1762), který po vymření jednotlivých větví sjednotil veškeré fürstenberské državy a v roce 1723 přenesl sídlo ze Stühlingenu do Donaueschingen. Ve stejném roce se oženil s hraběnkou Marií Annou z Waldsteinu (22. února 1707 – 12. listopadu 1756), po které dědil jejich syn Josef Václav Jan Nepomuk (21. března 1728 – 2. června 1783), 6. kníže z Fürstenbergu (1762–1783) a předseda švábského kolegia říšských hrabat, krom majetků rodu v Německu také panství Křivoklát v Českém království a to závětí z 3. srpna 1756.
Roku 1762 získávají Fürstenbergové knížecí stav pro všechny členy rodu, roku 1825 predikát Durchlaucht pro hlavu rodu.
Valdštejnské panství Křivoklát, které hraběnka Marie Anna přinesla věnem, odkázal kníže Josef Václav svému druhému synu Karlu Borromeovi Egonovi (7. května 1729 – 11. července 1787), ženatému s hraběnkou Marií Josefou ze Šternberku (24. června 1735 – 16. ledna 1803). Karel Borromeus byl císařským komořím a tajným radou a v letech 1771–1782 zastával úřad nejvyššího purkrabí Českého království. Staral se o povznesení vzdělanosti prostého lidu a o rozvoj věd a umění. Roku 1774 byl jmenován prvním čestným prezidentem nově založené Královské české společnosti nauk v Praze.

### Knížecí rod a jeho stát 1716–1806

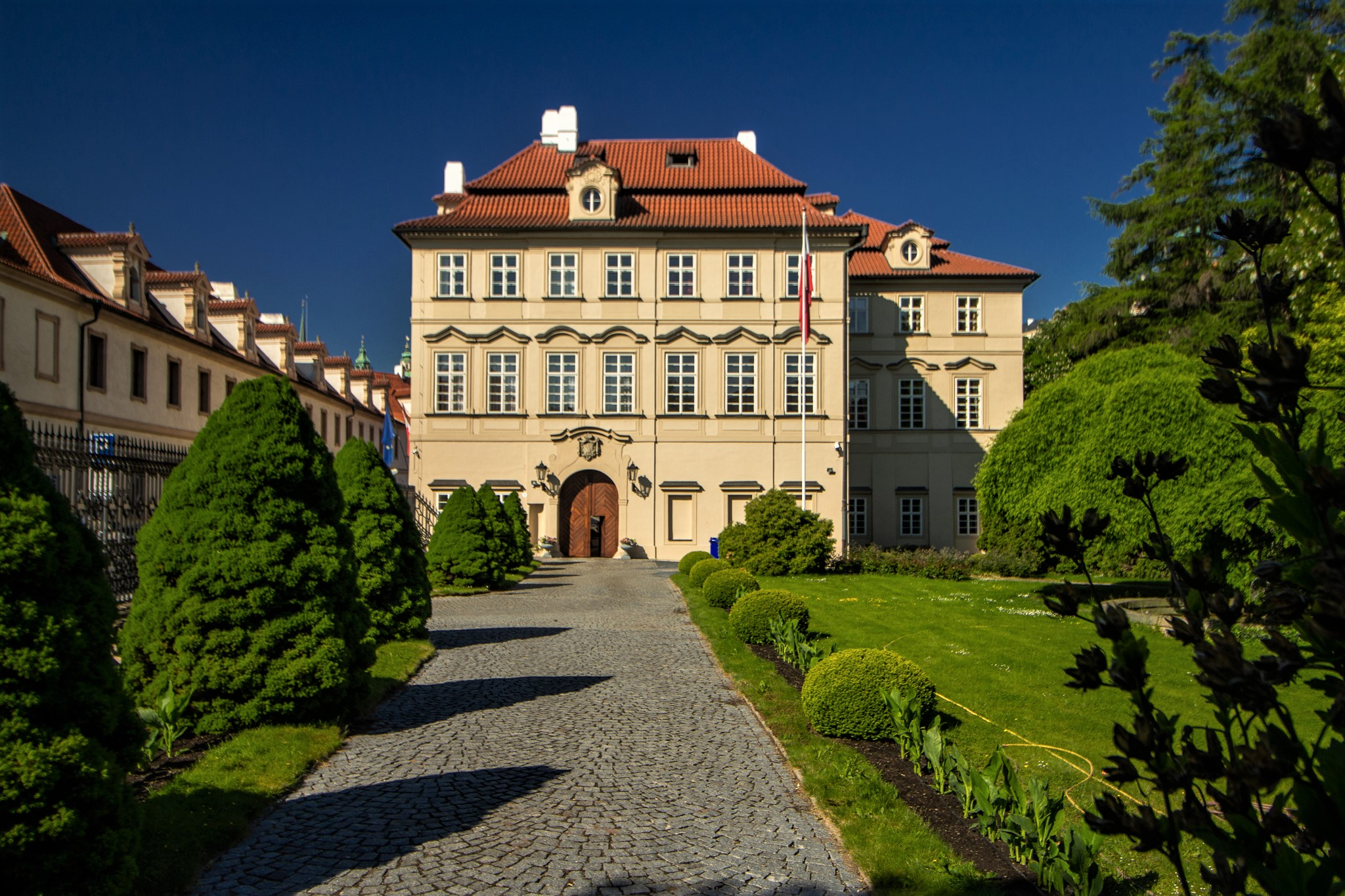
Fürstenberský palác ve Valdštejnské ulici v Praze

Fürstenberg bylo knížectví existující v letech 1716–1806 jako stát ve svazku Svaté říše římské, které bylo podřízeno pouze císaři (německy reichsunmittelbares Fürstentum). Bylo tzv. mediatizováno v roce 1806. Mělo 120 000 obyvatel na rozloze 2 090 km². Bylo složeno z rozptýlených držav rodu Fürstenbergů v Bádensku, Württembersku a na území Hohenzollern-Sigmaringen.

#### Hlavní části knížectví
Lankrabství Baar[nepřesný odkaz] s hlavním městem Donaueschingen (od roku 1283).
Lankrabství Stühlingen s městy Stühlingen, Engen a Neustadt ve Schwarzwaldu (od roku 1639).
Hrabství Heiligenberg a Werdenberg (od roku 1534) u Bodamského jezera s městem a zámkem Heiligenberg (letní rezidence, od roku 1534 v majetku rodu) s výhledem na Tyrolské a Švýcarské Alpy.
Panství Meßkirch, Jungnau, Trochtelfingen a drobnější majetky na území Bádenska a Hohenzollern-Sigmaringen.

### Karel Egon II. z Fürstenbergu
Posledním panujícím knížetem byl vnuk Karla Borromea Egona, Karel Egon II. z Fürstenbergu (28. října 1796 – 22. října 1854), 9. kníže (17. května 1804 – 19. listopadu 1805), ženatý od roku 1818 s princeznou Amálií Bádenskou (26. ledna 1795 – 14. září 1869). Byl majitelem fideikomisu v Čechách a 17. května 1804 po vymření říšské knížecí linie zdědil rovněž všechny říšské statky rodu ve Švábsku. Roční příjem z jeho panství se tehdy odhadoval na 600 000 zlatých. Tento muž je praotcem všech dnes žijících Fürstenbergů – knížecí linie švábské se sídlem na zámku v Donaueschingen a linie knížat a lankrabat z Weitry, žijící na zámku Weitra v Rakousku. Kníže Karl Egon II. studoval ve Freiburgu (Freiburg im Breisgau) a Würzburgu a poté vstoupil do rakouské císařské armády. Roku 1814 doprovázel jako ordonanční důstojník knížete Schwarzenberga do Paříže, po uzavření míru však vojenskou službu opustil a věnoval se správě rodinného majetku. Jeho rezidencí byl zámek v Donaueschingen a zámek Heiligenberg. Po jeho smrti se rod rozdělil na primogenituru – kníže Karl Egon III. (4. března 1820 – 15. března 1892), která však vymřela již synem Karla Egona III. roku 1896, a sekundogenituru na Křivoklátském panství (k němuž patřily Křivoklát, Krušovice, Nižbor, Skřivaň, Podmokly atd.). Jejím prvním představitelem byl kníže Maximilian Egon I. (29. března 1822 – 27. července 1873).

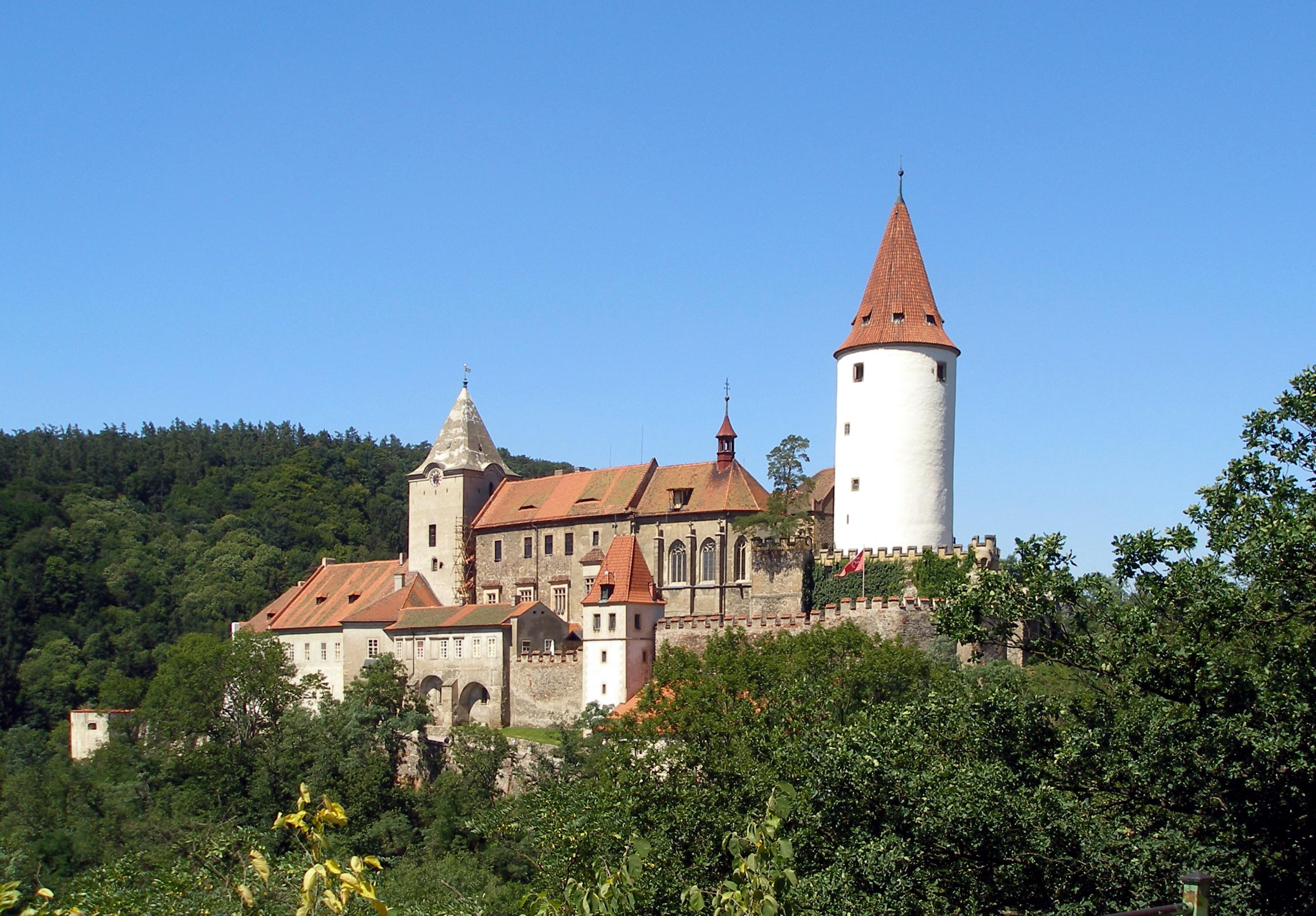
Hrad Křivoklát
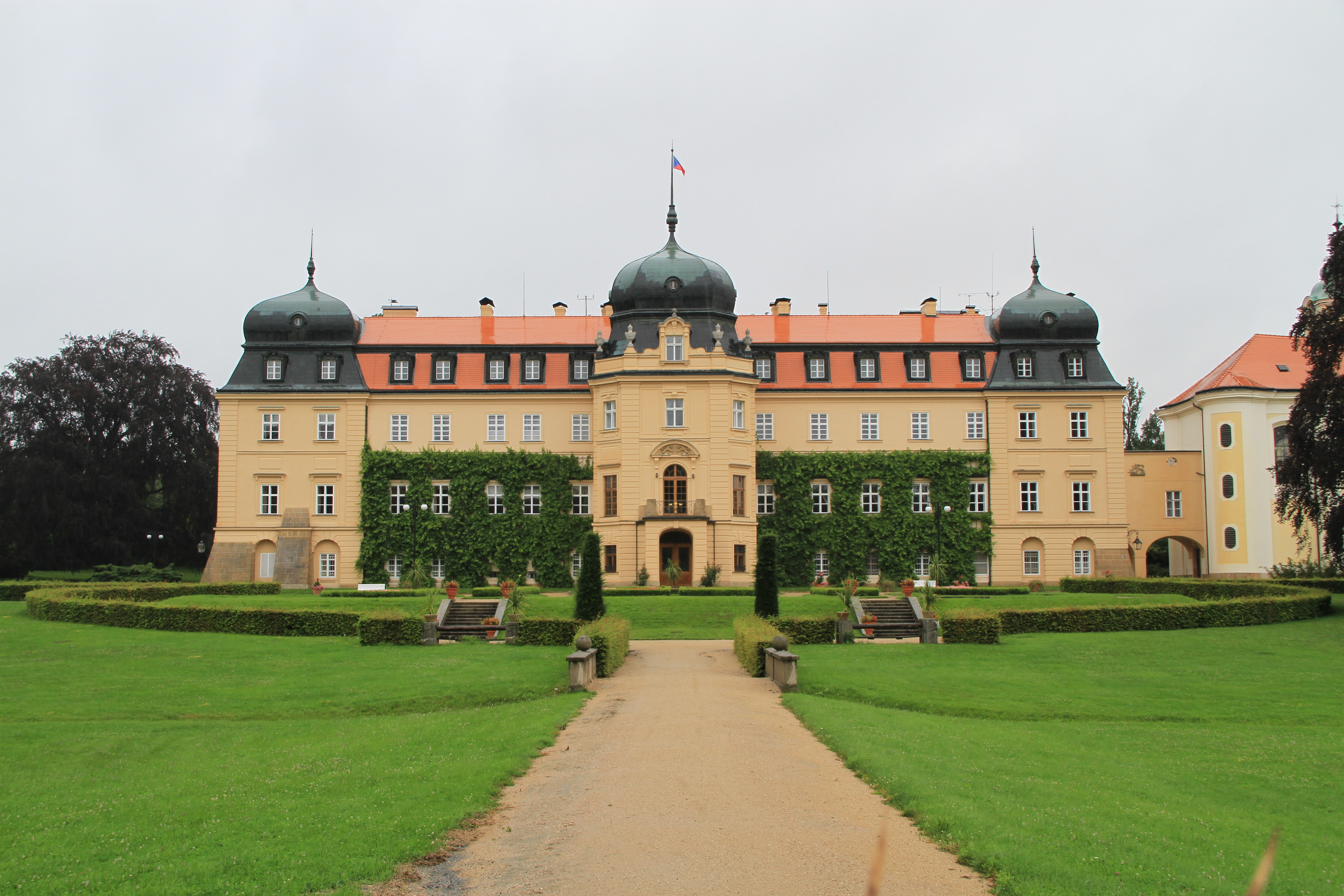
Zámek Lány
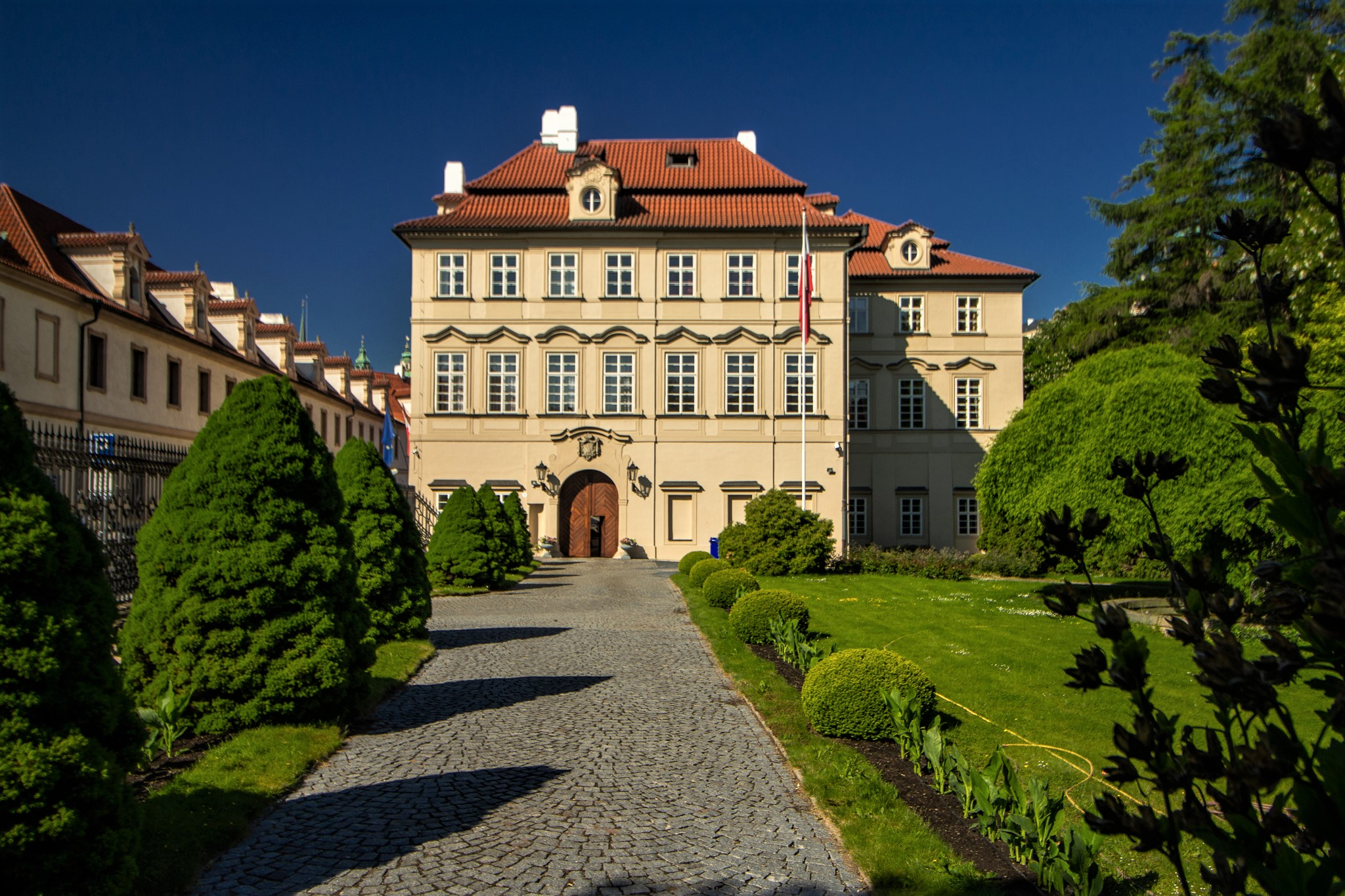
Fürstenberský palác v Praze
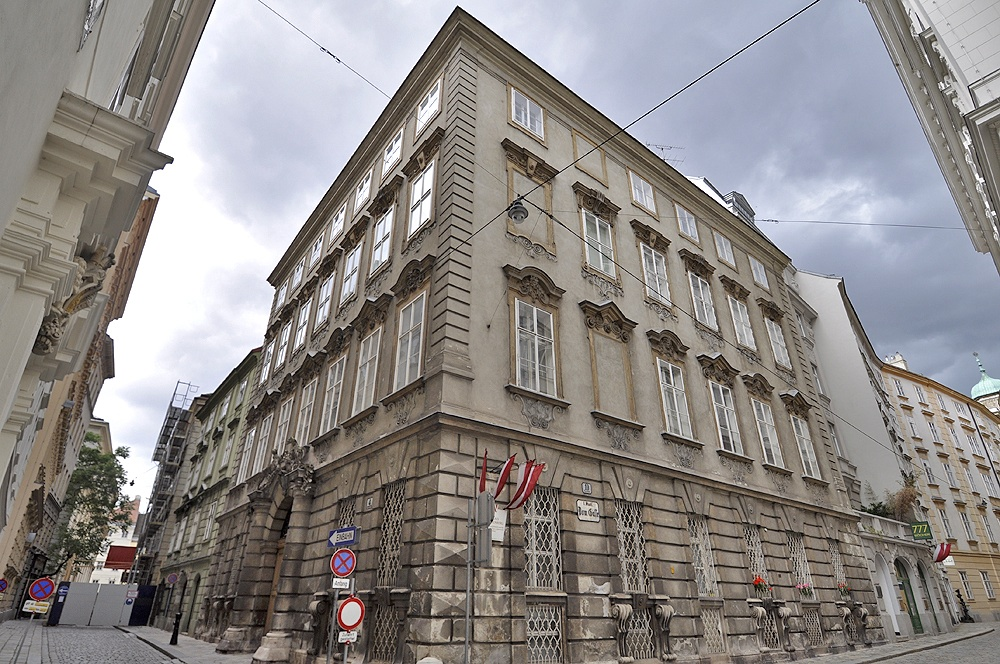
Fürstenberský palác ve Vídni

Hlava rodu, kníže z Fürstenbergu (německy Fürst zu Fürstenberg), byl dědičným členem:
- první komory bádenského parlamentu (od roku 1818),
- první komory württemberského parlamentu (od roku 1819),
- panské sněmovny pruského parlamentu (od roku 1854),
- panské sněmovny rakouské říšské rady (od roku 1861).

Následkem aktu Rýnského spolku z roku 1806 ztratil rod Fürstenbergů svou suverenitu v knížectví Fürstenberg.
Stavovská práva rodu k Bádensku jsou upravena smlouvou ze 14. května 1825, k Württembersku královskou deklarací ze dne 23. června 1839.

### 1. polovina 20. století
Dle Schematismu velkostatků v království Českém (Ignaz TITTEL, 1906) patřil knížatům z Fürstenbergu v Čechách pozemkový majetek o velikosti 40 089 ha, z toho 80% lesů. Podobně jako řada dalších šlechtických rodů, tak i Fürstenbergové byli postiženi pozemkovou reformou ve 20. letech 20. století. V této době začal kníže Maxmilian Egon II. (13. 10. 1863 zámek Lány – 11. 8. 1941 Heiligenberg) statky v Čechách rozprodávat a roku 1929 státu postoupil hrad Křivoklát a už v roce 1921 zámek v Lánech (ten se pak stal letním sídlem prezidenta). Těžiště rodu se tak definitivně přesunulo do Německa, kde kníže vlastnil majorátní panství Donaueschingen a do Rakouska, kde centrem jeho majetku byla Weitra, a to od roku 1932, kdy vymřela lankraběcí větev Fürstenbergů. 
Posledním přímým Fürstenbergem, který se narodil v Čechách, byl Joachim Egon (28. 6. 1923 zámek Dřevíč – 9. 7. 2002 Donaueschingen). Jeho syn Heinrich (17. 7. 1950 Heiligenberg – 11. 7. 2024) a vnuk Christian (* 22. 11. 1977 Donaueschingen) ho následovali jako hlavy rodu.

## Větve rodu
- Haslach († 1386)
- Kinzigtalská – rozdělila se na blumberskou a möhrinskou
- Baarská († 1596)
- Heiligenberská († 1716), z ní se vydělila baarsko-wartenberská větev († 1698) a donaueschingenská větev († 1676)
- Möhrinská († 1641)
- Blumberská – rozdělila se na mösskirchskou a stühlingenskou
- Mösskirchská (také Messkirchská, Meßkirchská nebo Mößkirchská, † 1744), z ní se vydělila löffingenská větev († 1702)
- Stühlingenská († 1804)
  - Hlavní knížecí (Josef Vilém Arnošt), jeho synové založili říšskou knížecí a českou větev  
    - Říšská knížecí – primogenitura († 1804)
    - Česká – sekundogenitura (od 1756)
- 1804–1854 spojení větví (zvlášť jen lankraběcí), poté
  - Švábská († 1896)
  - Česká – zakladatel Maxmilián Egon I. (1822–1873), žije dodnes rozdělená na německou knížecí (Donaueschingen) a rakouskou lankraběcí (Weitra)
  - Králodvorská († 1967)
- Lankraběcí – terciogenitura (od 1755) – rakousko-moravská Fürstenberg-Weitra († 1932),[pozn. 1] z ní se vydělila tavíkovická větev

## Rodová posloupnost Fürstenbergů
- Bedřich II. († 1559)
- Kryštof I. († 1559), jeho syn
- Albrecht I. (1557–1599), nejvyšší štolba císaře Rudolfa II.
- Kryštof II. (1580–1614), jeho syn, nabyl inkolát v Čechách
- Bedřich Rudolf (1602–1655), jeho syn
- Maxmilián František (1634–1681), jeho syn
- Prosper Ferdinand (1662–1704), jeho syn
- Josef Vilém Arnošt (1699–1762), jeho syn, 5. kníže z Fürstenbergu (1716–1762)
- Karel Egon I. (1729–1787), jeho syn, nejvyšší purkrabí Českého království (1771–1782)
- Karel Alois (1760–1799), jeho syn
- Karel Egon II. (1796–1854), jeho syn, 9. kníže z Fürstenbergu (1804–1854), 1806 mediatizován
- Maxmilián Egon I. (1822–1873), jeho syn
- Maxmilián Egon II. (1863–1941), jeho syn, prodal státu v roce 1929 Křivoklát
- Maxmilián Egon III. (1896–1959), jeho syn
- Jáchym Egon (1923–2002), jeho syn
- Heinrich (Jindřich, 1950–2024), jeho syn
- Christian (Kristián, * 1977), jeho syn, současná hlava rodu
- Tassilo (* 2013), syn a pravděpodobný dědic

## Hlavy rodu po mediatizaci
- 1804–1854 Karel Egon II. (1796–1854), ∞ princezna Amálie Kristýna Bádenská
- 1854–1892 Karel Egon III. (1820–1892) ∞ princezna Alžběta Henrietta z Reusse (starší linie)
- 1892–1896 Karel Egon IV. (1852–1896) ∞ hraběnka Dorothea Talleyrand-Périgord
- 1896–1941 Maxmilián Egon II. (1863–1941) ∞ hraběnka Irma ze Schönborn-Buchheimu
- 1941–1973 Karel Egon V. (1891–1973) ∞ hraběnka Ida Nostitz-Rienecková
- 1973–2002 Jáchym (Joachim) Egon (1923–2002) ∞ hraběnka Paula Königsegg-Aulendorf; synovec předchozího
- 2002–2024 Jindřich (Heinrich) (1950–2024) ∞ Maximiliane, princezna Windisch-Graetzová;
- od 2024 Christian (* 1977) ∞ Jeannette Catherine Griesel; syn
- Tassilo (* 2013), syn a pravděpodobný dědic

## Rodokmen – vybrané osoby
A1. Kryštof I. († 1559)
- B1. Albrecht I. (1557–1599), nejvyšší štolba císaře Rudolfa II., ∞ 1578/1579 Alžběta z Pernštejna, dcera Vratislava z Pernštejna.
  - C1. Vratislav I. († 1631), prezident říšské dvorské rady ve Vídni ∞ Eleonora z Helfenštejna († 1629)
    - D1. František Vratislav († 1641)

  - C2. Kryštof II. (1580 Blumberg – 1614), nabyl inkolát v Čechách ∞ Dorota Holická ze Šternberka na Líštně (1570 – 12. 6. 1633)
    - D1. Anna Albertina ∞ Kristián Ilov († 1634 zavražděný s Valdštejnem v Chebu)
    - D2. Vratislav II. (1600 – 27. 5. 1642 Neufra) ∞ I. (1622) Johana Eleonora z Helfenstein-Gundelfingenu († 28. 7. 1629), ∞ I. (1636) Františka Karolína z Helfenstein-Wiesensteigu († 31. 12. 1641) ⇒ mösskirchská větev
    - D3. Bedřich Rudolf (23. 4. 1602 – 26. 10. 1655 Dačice) ∞ Maxmiliána z Pappenheimu a lankraběnka ze Stühlingenu ⇒ stühlingenská větev
      - E1. Maxmilián František (1634–1681)
        - F1. Prosper Ferdinand (10. 9. 1662 – 21. 11. 1704), polní zbrojmistr ∞ Žofie z Königsegg-Rothenfelsu (23. 7. 1674 – 15. 5. 1727)
          - G1. Josef Vilém (12. 1. 1699 – 29. 4. 1762 Vídeň), 5. kníže z Fürstenbergu, I. ∞ 1723 Marie Anna z Valdštejna (22. 2. 1707 – 12. 11. 1756), dědička křivoklátského panství, II. ∞ 1761 Marie Anna von der Wahl (22. 9. 1736 – 21. 3. 1808); ⇒ knížecí větev, zdědil Mösskirch, od 1761 knížata
            - H1. [z 1. manž.] Josef Václav (21. 3. 1728 – 2. 6. 1783 Donaueschingen), 6. kníže z Fürstenbergu, direktor kolegia říšských hrabat ve Švábsku ∞ (21. 7. 1748) Marie Josefa z Waldbburg-Trauchburgu (30. 3. 1731 – 7. 5. 1782); ⇒ starší – německá větev
              - I1. Josef Maria Benedikt (9. 1. 1758 – 24. 6. 1796 Donaueschingen), 7. kníže z Fürstenbergu, ∞ (1778) Mariea Antonie z Hohenzollern-Hechingenu (10. 11. 1760 – 25. 7. 1797)
              - I2. Karel Jáchym (31. 3. 1771 – 17. 5. 1804), 8. kníže z Fürstenbergu, ∞ (1796) Karolína Žofie z Fürstenbergu (20. 8. 1777 – 25. 2. 1846)

            - H2. Karel (Borromäus) Egon I. (7. 5. 1729 Praha – 11. 7. 1787 Praha), nejvyšší purkrabí Českého království (1771–1782) ∞ (25. 6. 1753) Josefina Marie ze Šternberka (24. 6. 1735 – 16. 1. 1803 Praha); ⇒ mladší – česká větev
              - I1. Karel Alois (1760 – 23. 3. 1799 padl u Liptingen) ∞ Alžběta z Thurn-Taxisu (1767–1822)
                - J1. Karel Egon II. (28. 10. 1796 Praha – 22. 10. 1854 Bad Ischl), 9. kníže z Fürstenbergu (17. 5. 1804 – 22. 10. 1854) ∞ 19. 4. 1818 Karlsruhe Amálie Kristýna Bádenská (26. 1. 1795 – † 14. 9. 1869 nebo 1855?)
                  - K1. Marie Alžběta (Elisa) (15. 3. 1819 Donaueschingen – 9. 4. 1897 Donaueschingen)
                  - K2. Karel Egon III. (4. 3. 1820 zámek Donaueschingen – 15. 3. 1892 Paříž) ∞ (4. 11. 1844 Greiz) Alžběta Henrietta Reuss starší linie (23. 3. 1824 Greiz – 7. 5. 1861 Berlín) ⇒ panství bádenské
                    - L1. Karel Egon IV. (25. 8. 1852 Krušovice – 27. 11. 1896 zámek Bruttan) ∞ (6. 7. 1881 Zaháň) Dorothée de Talleyrand-Périgord (17. 11. 1862 Valençay – 17. 6. 1948 Paříž)
                    - L2. Amálie (25. 5. 1848 Schaffhausen – 8. 3. 1918 Baden-Baden)

                  - K3. Marie Amálie (12. 2. 1821 Donaueschingen – 17. 1. 1899 zámek Rudy) ∞ (19. 4. 1845 Donaueschingen) Viktor I z Hohenlohe-Schillingsfürstu, vévoda ratibořský, kníže z Corvey (10. 2. 1818 – 30. 1. 1893)
                  - K4. Maxmilián Egon I. (29. 3. 1822 Donaueschingen – 27. 7. 1873 Lány), hlava křivoklátské sekundogenitury ∞ (23. 5. 1860 Vídeň) Leontýna z Khevenhüller-Metsch (25. 2. 1843 Vídeň – 9. 8. 1914 Strobl)
                    - L1. Maxmilián Egon II. (13. 10. 1863 Lány – 11. 8. 1941 Heiligenberg), prodal Křivoklát státu ∞ (19. 6. 1889 Vídeň) Irma z Schönborn-Buchheim (19. 5. 1867 Vídeň – 10. 10. 1948 Heiligenberg)
                      - M1. Karel Egon V. (6. 5. 1891 Vídeň – 23. 9. 1973 Mnichov) ∞ (26. 4. 1921 Vídeň) Františka Ida z Nostitz-Rienecku (28. 3. 1902 Praha – 20. 5. 1961 Mnichov)
                      - M2. Maxmilián Egon III. (31. 3. 1896 Praha – 6. 4. 1959 Donaueschingen) ∞ (18. 1. 1921 Wechselburg) Vilemína z Schönburg-Glauchau (17. 10. 1902 Glauchau – 25. 9. 1964 Biberach an der Riß)
                        - N1. Jáchym Egon (28. 6. 1923 Dřevíč – 9. 7. 2002 Donaueschingen) ∞ (25. 6. 1947 Königseggwald) Paula z Königsegg-Aulendorfu (* 22. 5. 1925 Aulendorf)
                          - O1. Jindřich (17. 7. 1950 Heiligenberg – 11. 7. 2024) ∞ (11. 11. 1976 Řím) Maxmiliána Windisch-Grätzová (* 16. 11. 1952 Terst) ⇒ německá (knížecí) větev
                            - P1. Kristián (* 22. 11. 1977 Donaueschingen) ∞ (16. 9. 2010 Donaueschingen, církevní: 25. 9. 2010 Řím) Jeannette Catherine Griesel (* 10. 9. 1982)
                              - Q1. Tassilo Heinrich Christian (* 24. 12. 2013 Donaueschingen)
                              - Q2. Cécilia (* 11. 3. 2015)
                              - Q3. Tristan (* 22. 11. 2018)
                              - Q4. Leontine (* 25. 6. 2020)

                            - P2. Antonín (Antonius) (* 14. 6. 1985 Starnberg) ∞ (11. 6. 2011 Isola Bella na jezeře Lago Maggiore) Matilde Borromeo Arese Taverna (* 8. 8. 1983)
                              - Q1. Karl Egon (* 22. 9. 2011 Turín)
                              - Q2. Alexander (* 2012)

                          - O2. Karel Egon (* 3. 4. 1953 Donaueschingen)
                          - O3. Jan (Johannes) (* 15. 4. 1958 Villingen), adoptován Karlem Egonen V. (č. L1.), zdědil fürstenberské lankrabství Vitoraz (Weitra) 1.∞ (civilně 28. 2. 1985 Freilassing a církevně 11. 12. 1985 Vídeň) Veronika Paul (* 15. 9. 1948 Kettwig) – rozvedeni; 2.∞ (30. 5. 1996 Gmund am Tegernsee) Stephanie Edith Heiden (* 31. 5. 1961 Mnichov) ⇒ rakouská (lankraběcí) větev
                            - P1. [z 1. manž.] Vincenc (Vinzenz) (* 16. 3. 1985 Vídeň)
                            - P2. [z 2. manž.] Ludvík (Ludwig) (* 28. 12. 1997 Mnichov)
                            - P3. [z 2. manž.] Jan Kristián (Johann Christian) (* 30. 4. 1999 Vitoraz)

                    - L2. Karel Emil (16. 2. 1867 Praha – 21. 2. 1945 Strobl am Wolfgangsee) ∞ (23. 7. 1902 Keszthely) Maria Festetics von Tolna (24. 5. 1881 – 2. 3. 1953)
                      - M1. Tassilo (20. 6. 1903 Brusel 15. 7. 1989 Strobl) 1.∞ 19. 11. 1938 Turín, (rozvedeni) Claire Agnelli (* 7. 4. 1920 Turín); 17. 10. 1975 Paříž Cecilie Blaffer; všechny děti z 1. manželství:
                        - N1. Eduard (29. 6. 1946 Lausanne – 12. 6. 2004 Řím) 1.∞ 16. 7. 1969 Montfort-l'Amaury, (rozvedeni) Diane Halfin (* 31. 12. 1946 Brusel); 2.∞ 1983 Lynn Marshall; všechny děti z 1. manželství:
                          - O1. Alexandre Egon (* 25. 1. 1970 New York) ∞ (28. 10. 1995 New York) Alexandra Miller (* 8. 10. 1972)
                            - P1. Talita Natasha (* 7. 5. 1999)
                            - P2. Tassilo (* 26. 8. 2001 New York)

                          - O2. Tatiana Desirée (* 16. 2. 1971 New York) ∞ Russell Steinberg

                        - N2. Sebastian (* 24. 1. 1950 Lausanne) ∞ (28. 9. 1972 Hof bei Salzburg) Elisabetta Guarnati (* 19. 6. 1951 Riva am Gardasee)
                          - O1. Virginia (* 5. 10. 1974 Janov) ∞ 1992 Alexandre Csillaghy de Pacsér

                        - N3. Virginia (* 18. 4. 1940 Řím) 1.∞ (civilně) 17. 9. 1955 Řím, (církevně) 21. 9. 1955 (rozvedeni 1960, anulováno 1969) Alfonso Pr zu Hohenlohe-Langenburg (* 29. 5. 1924 Madrid); 2.∞ (civilně) 12. 1. 1961 Reno, Nevada (rozvedeni 1964) Francisco Pignatari (1916 – 1977 São Paulo)

                      - M2. Jiří (Georg, 3. 8. 1923 Strobl – 7. 1. 2008) 1.∞ (civilně) 10. 9. 1960 Öblarn, (církevně) 11. 9. 1960 (rozvedeni 1965) Kristina z Colloredo-Mansfeldu (* 19. 12. 1940); 2.∞ (civilně) 1. 8. 1978 Korneuburg Victoria Taves Pullen (* 23. 3. 1957 Rio de Janeiro)
                        - N1. Diega (* 12. 12. 1961 Vídeň – 2. 1. 1975 Gdaňsk, při autonehodě)

                      - M3. Antonie (12. 1. 1905 Brusel – 24. 12. 1988 Vídeň) ∞ (30. 6. 1934 Praha (kostel sv. Mikuláše)) Karel VI. ze Schwarzenbergu (* 5. 7. 1911 Čimelice – 9. 4. 1986 Vídeň)
                      - M4. Marie (* 29. 11. 1907 Vídeň – 24. 2. 1945 Davos)
                      - M5. Karolina (* 19. 11. 1912 Vídeň – 26. 7. 1930 Strobl)

                  - K5. Marie Henrietta (16. 7. 1823 – 19. 9. 1834 Vídeň)
                  - K6. Emil Egon (12. 9. 1825 Donaueschingen – 15. 5. 1899 zámek Leontýn u Křivoklátu) ∞ (31. 5. 1875 Praha) Leontýna z Khevenhüller-Metsch (25. 2. 1843 Vídeň – 9. 8. 1914 Strobl)
                  - K7. Pavlína Vilemína (11. 6. 1829 Donaueschingen – 3. 8. 1900 Sławięcice) ∞ (15. 4. 1847 Donaueschingen) Hugo z Hohenlohe-Oehringenu (27. 5. 1816 Stuttgart – 23. 8. 1897 Sławięcice)

                - J2. Marie Leopoldina (4. 9. 1791 Praha – 10. 1. 1844 Kupferzell) ∞ (20. 5. 1813 Heiligenberg) Karel Albrecht z Hohenlohe-Waldenburg-Schillingsfürstu (29. 2. 1776 – 15. 6. 1843)
                - J3. Marie Josefa (* a † 9. 9. 1792)
                - J4. Antonie (28. 10. 1794 – 1. 10. 1799)
                - J5. Marie Anna Posthuma (17. 9. 1798 – 18. 7. 1799)

          - G2. Ludvík August Egon († 1759) ⇒ lankraběcí větev

## Významné osobnosti rodu

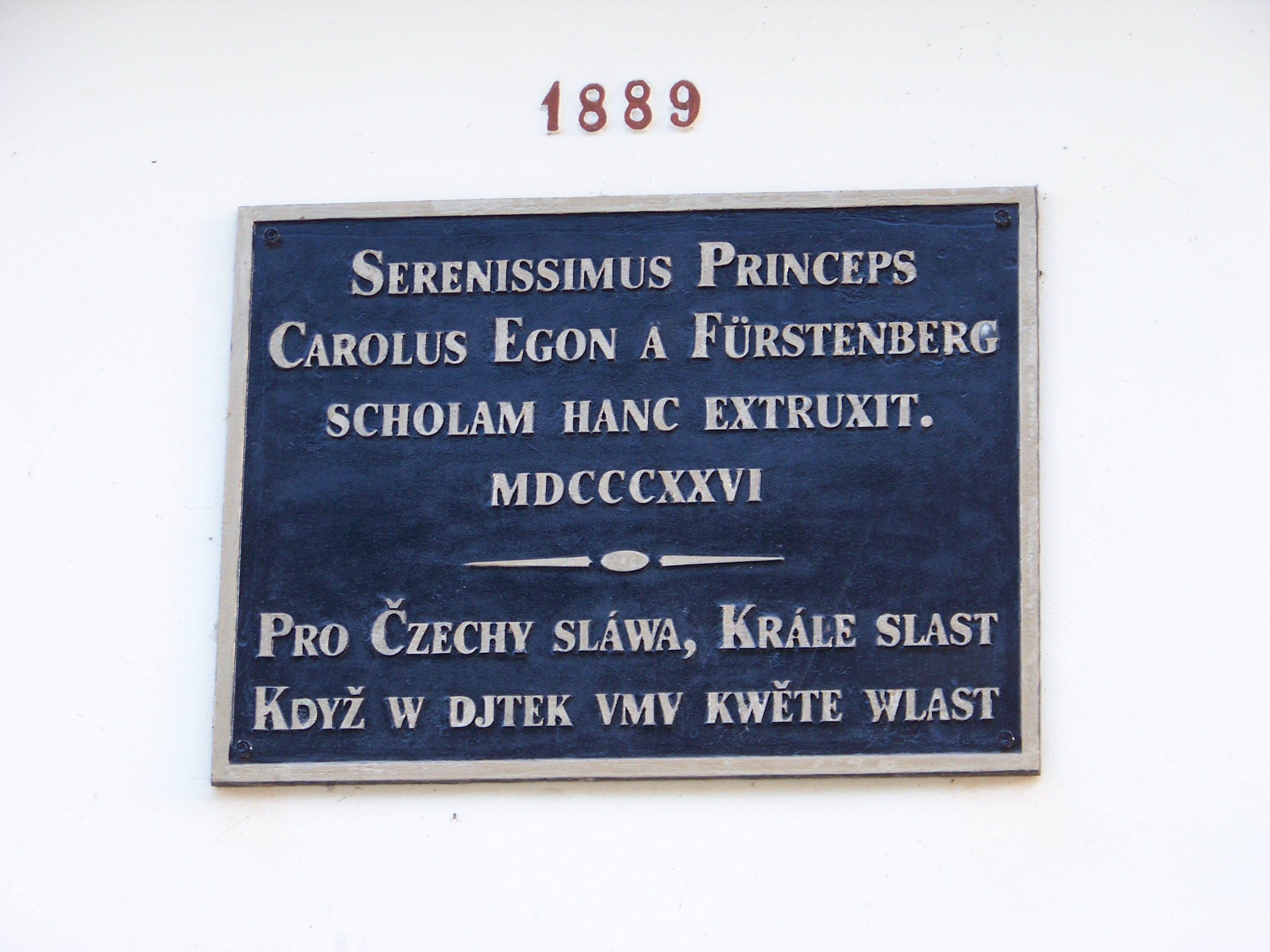
Pamětní deska upomínající na založení školy v Nižboru Karlem Egonem Fürstenbergem v roce 1826

- Fridrich II. (19. července 1496 – 8. března 1559), první člen rodu, který byl poctěn Řádem Zlatého rouna, zdědil po své manželce hrabství Heiligenberg a Werdenberg.
- Albrecht I. (25. března 1557 – 13. září 1599), nejvyšší štolba císaře Rudolfa II., ženatý od roku 1578 s Alžbětou z Pernštejna, dcerou mocného Vratislava z Pernštejna.
- Heřman Egon (1627–1674) z linie Heligenberg, 1. kníže
- Antonín Egon (1656–1716), poslední mužský příslušník linie Heiligenberg, 2. kníže
- Froben Ferdinand (1664–1741) z linie Mößkirch, 3. kníže
- Karel Bedřich (1714–1744) poslední mužský příslušník linie Mößkirch, 4. kníže
- Karel (Borromäus) Egon I. (7. května 1729 Praha – 11. července 1787 Praha), kníže,[zdroj?] prezident Královské České společnosti nauk, shromáždil knihovnu s asi 20 000 svazky, která patří mezi největší a nejcennější v Čechách, v současné době je umístěna na Křivoklátě. Svou bohatou sbírku přírodnin a uměleckých předmětů věnoval Společnosti nauk, která je dnes ve správě Národního muzea. Mohl stát proslulým svým výrazným humanitním cítěním (podporoval řadu škol, na svém panství zrušil robotu několik let před tím, než byla oficiálně zrušena), nakonec však získal nechvalnou proslulost díky tomu, že na jeho panství byl nalezen největší keltský zlatý podklad. Z nálezu 42,5 kilogramu zlatých mincí, tzv. duhovek, část věnoval nejrůznějším numismatickým sbírkám, většinu však nechal přetavit na pamětní mince s vlastním portrétem.
- Marie Josefa z Fürstenbergu (1731 – 8. února 1770 Praha), říšská kněžna-abatyše kláštera benediktinek sv. Jiří na Pražském hradě, vládla v letech 1767–1770; pohřbena před oltářem Tří sv. králů v kapli sv. Mikuláše baziliky sv. Jiří[2]
- Joachim Egon (22. prosince 1749 Ludwigsburg – 26. ledna 1828 Vídeň), lankrabě, císařský dvořan, c. k. tajný rada, komoří, 1826–1828 nejvyšší maršálek císařského dvora, 1803 rytíř Řádu zlatého rouna
- Josef Maria (1758–1796), 7. kníže
- Karel Jáchym (1771–1804), 8. kníže, poslední příslušník říšské knížecí linie
- Bedřich Karel (1774–1856), nejvyšší maršálek císařského dvora
- Josef Arnošt (1808–1892), prezident Nejvyššího soudního dvora ve Vídni, poslanec moravského zemského sněmu, člen Panské sněmovny
- Bedřich Egon (8. října 1813 Vídeň – 20. srpna 1892 Hukvaldy), vnuk Joachima Egona, 6. olomoucký arcibiskup (1853–1892), kardinál (1879), pohřben v katedrále sv. Václava v Olomouci, koupil koncem 60. let 19. století knihovnu vatikánského archiváře Augustina Theinera a po jejím převezení do Kroměříže byla z těchto knih založena tzv. Nová knihovna. Jednalo se přibližně o 30 000 svazků, z nichž mnohé byly velmi vzácné.

Arcibiskup kníže Bedřich Fürstenberg pobýval často v zámku na Hukvaldech, kde bylo letní sídlo olomouckých arcibiskupů. Bylo právě na popud kardinála Fürstenberga upraveno z bývalého panského úřadu. Kolem byla zřízena zahrada. Kníže Fürstenberg vybudoval na Hukvaldech hřebčinec, kde se chovali vzácní koně. Kníže často vyjížděl na lov do okolních lesů se svou družinou "Černých myslivců". Na Hukvaldech v zámku zemřel. Zaznamenal to do kroniky tehdejší kronikář Jan Smolík.
- Karel Egon II. (28. října 1796 Praha – 22. října 1854 Bad Ischl), 9. kníže, přispěl k rozvoji průmyslu v Čechách. Zakládal hutě a slévárny a provozoval koněspřežku z křivoklátských lesů do Prahy. Podpořil penězi založení Národního muzea v Praze.
- Kníže Maximilian Egon I., hlava křivoklátské sekundogenitury (1822–1873), sídlil především na zámku v Lánech.
- Karel Emil (1867–1945), rakousko-uherský diplomat, velvyslanec ve Španělsku 1913–1918
- Ira (Virginia) (1940–2024), italská herečka, modelka a spisovatelka

## Knížecí rod dnes

### Linie Donaueschingen
Od 11. července 2024 je hlavou rodu kníže Christian Joachim Maximilian Egon (* 22. listopadu 1977), nejstarší syn jeho předchůdce Heinricha Maxmiliana Egona Karla (17. července 1950 – 11. července 2024) a Maximiliany von Windisch-Grätz (* 16. listopadu 1952).
16. září 2010 si Christian vzal v Donaueschingen za ženu německou podnikatelku Jeannette Catherine roz. Griesel (* 10. září 1982, Mnichov) a mají čtyři děti - dva syny a dvě dcery: Tassila (* 24. prosince 2012), Marii Cecilii (* 11. března 2015), Tristana (* 22. listopadu 2018) a Leontinu (* 25. června 2020). Jeho manželka není šlechtického původu.

### Linie Weitra
Rakouská linie lankrabat z Weitry pokračuje strýcem knížete Christiana. Tím je Johannes Joseph (* 15. 4. 1958), princ a lankrabě zu Fürstenberg, který zdědil lankrabství Weitra s panstvími Weitra, Reinpolz a Wasen po adopci jeho prastrýcem, knížetem a lankrabětem Karlem Egonem V. (6. 5. 1891 – 23. 9. 1973). Johannes byl ženat dvakrát. První manželka byla Veronika Paul (* 15. 9. 1948 Kettwig), kterou si vzal 28. 2. 1985 v Freilassing, aby legitimizoval jejich syna Vinzenze (* 16. 3. 1985). Manželství skončilo rozvodem a následně si 30. 5. 1996 v Gmund am Tegernsee vzal Stephanie Edith Heiden (* 31. 5. 1961 Mnichov). Spolu mají Ludwiga (* 28. 12. 1997) a Johanna (* 30. 4. 1999). Obě manželky nejsou šlechtického původu.

### Dnešní majetek Fürstenbergů

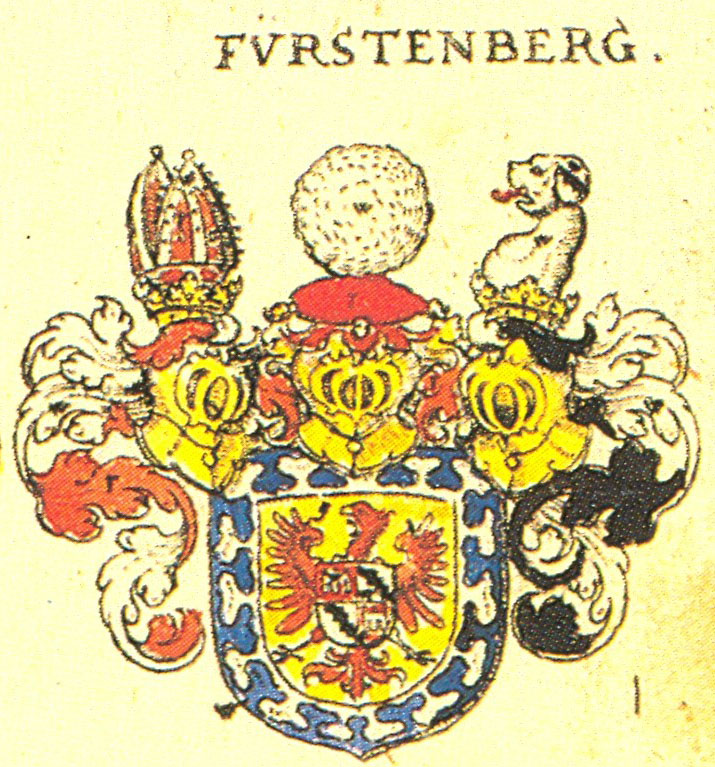
Fürstenberský znak ze Siebmacherovy sbírky

Z bývalého knížectví Fürstenberg zůstaly do dnešních dnů v držení knížecí rodiny rozsáhlé pozemkové a lesní majetky v Donaueschingen se sídelním zámkem knížete, zámek Werenwag na skále nad Dunajem, zámek Heiligenberg a zámek Hohenlupfen ve městě Stühlingen.
Linie lankrabat z Weitry obhospodařuje panství a zámek Weitra nedaleko Gmündu v Dolních Rakousech.

## Rodový erb
V erbu mají Fürstenbergové štít s červenou orlicí ve zlatém poli (Fürstenberg), na něm středový štítek čtvrcený, v 1. a 3. poli stříbrný církevní prapor na červeném poli (Werdenberg), ve 2. a 4. poli do rohu posunuté břevno vpravo křížem ve stříbře (Heiligenberg). Lem štítu stříbrný s modrými dvojobláčky (Blumeneck). [nedostupný zdroj]

## Pohřebiště
- Rodinná knížecí hrobka v Nižboru – podzemní
- Rodinná hrobka lankrabat z Fürstenbergu v Altweitra (Horní Rakousy) – neogotická stavba z roku 1843 vedle opevněného románského kostela
- Rodinná knížecí hrobka v Donaueschingen, v parku ve čtvrti Neudingen – novorenesanční centrální stavba z let 1853–1856 s kopulí. Nechal ji zbudovat Karel Egon II. Hrobka byla vysvěcena 23. června 1853, kostel dokončen až za Karla Egona III. v roce 1856.
- Rodinná hrobka na hřbitově ve Stroblu am Wolfgangsee.